# Rai Mux 1
RAI Mux 1 è stato uno dei multiplex della televisione digitale terrestre presenti nel sistema DVB-T italiano. Apparteneva a Rai Way, società controllata da Rai.

## Frequenze
Tra il 3 gennaio e l'8 marzo 2022 è stato sostituito su tutto il territorio nazionale dal Mux MR a eccezione del Lazio. Tra il 6 e il 20 giugno è stato sostituito anche in Lazio. 
Il RAI Mux 1 era l'unico a trasmettere in MFN su canali in banda VHF III nella maggior parte delle aree di switch-off. Infatti, nelle zone in cui storicamente non erano presenti antenne TV in banda VHF III trasmetteva in modalità MFN su canali in banda UHF IV o V. Il multiplex sfruttava gran parte degli impianti precedentemente impiegati per le trasmissioni analogiche di Rai 1.

## Servizi

### Canali televisivi presenti al momento della chiusura
| LCN   | Canale            | Note       |
| ----- | ----------------- | ---------- |
| 1     | Rai 1 HD          | FTA (HDTV) |
| 2     | Rai 2 HD          | FTA (HDTV) |
| 3 823 | Rai 3 TGR Sicilia | FTA        |
| 10    | Antenna Sicilia   | FTA        |
| 48    | Rai News 24       | FTA        |